# Кочишево
Кочи́шево (рос. Кочишево, удм. Коӵышгурт, тат. Котчыавыл) — присілок в Глазовському районі Удмуртії, Росія.

## Населення
Населення — 400 осіб (2010; 438 в 2002).
Національний склад станом на 2002 рік:
- удмурти — 66 %

## Господарство
В присілку, колишньому центру сільради, розташований краєзнавчий музей «Сепичкар», організований 1990 року, який на сьогодні є частиною Глазовського районного історико-краєзнавчого музейного комплексу в статусі відділення.

## Урбаноніми[3]
- вулиці — 70 років Жовтня, Веприсілка Долина, Зарічна, Леніна, Лісова, Логова, Миру, Молодіжна, Набережна, Нова, Південна, Польова, Шкільна